# Étienne Pivert de Senancour
Étienne Pivert de Senancour (Parigi, 16 novembre 1770 – Saint-Cloud, 10 gennaio 1846) è stato uno scrittore francese.

## Biografia
Nato a Parigi da una famiglia agiata, ebbe un rapporto difficile con i genitori, severi e rigidi. Nel 1785 entra nel collegio di La Marche: lì conosce Marcotte d'Argenteuil, che sarà a lungo suo amico, e la cui sorella Joséphine comparirà, con altro nome, come personaggio dell'Oberman. Senancour passa le vacanze estive vicino alla foresta di Fontainebleau, avvicinandosi alla natura. Nel luglio 1789 termina gli studi e, per sottrarsi alla volontà paterna che lo voleva seminarista a Saint-Sulpice, aiutato dalla madre si trasferisce in Svizzera, a Saint-Maurice. Da qui tenta la scalata del San Bernardo, ma non riesce nell'impresa e, sopraggiunta una tormenta di neve nella notte, è costretto a tuffarsi in un torrente; per quanto l'esperienza, in forte contatto con la natura, sia apprezzata da Senancour, essa gli recherà gravi problemi di salute che causeranno una paralisi progressiva, che lo accompagnerà per il resto della vita. Questo episodio fu anche incluso in Oberman, nella 91ª lettera, presente nell'edizione del 1840. In Oberman è anche citato un fatto successivo: la scalata dei Dents du Midi.
Trasferitosi da Saint-Maurice a Fribourg, vi conosce la sua futura moglie, Françoise-Marie Daguet: di lei lo attira la voce più che l'avvenenza. Una volta che Senancour ebbe iniziato a corteggiarla, i genitori di lei premono per il matrimonio: Senancour decide di sposare Françoise, chiedendo il permesso a sua madre ma lasciando suo padre all'oscuro di tutto. Nel 1790 i due si sposano. Senancour si sposta con la moglie verso il Valais ma, raggiunta Etroubles, la sposa non vuole proseguire oltre, poiché si ritiene inadatta alla solitaria vita di montagna. Senancour ne rimane deluso, e questa esperienza segnerà anche i suoi scritti futuri, critici nei confronti del matrimonio e favorevoli al divorzio. Tornato in Francia per cercare di riconciliarsi con il padre, ne viene però diseredato: inizia un periodo (1791-1795) in cui Senancour passa più volte il confine franco-svizzero, trasferendosi da un paese all'altro. Questi frequenti spostamenti, non autorizzati, lo porteranno a essere arrestato in diverse occasioni e rischierà d'essere incluso nelle liste degli emigrati.

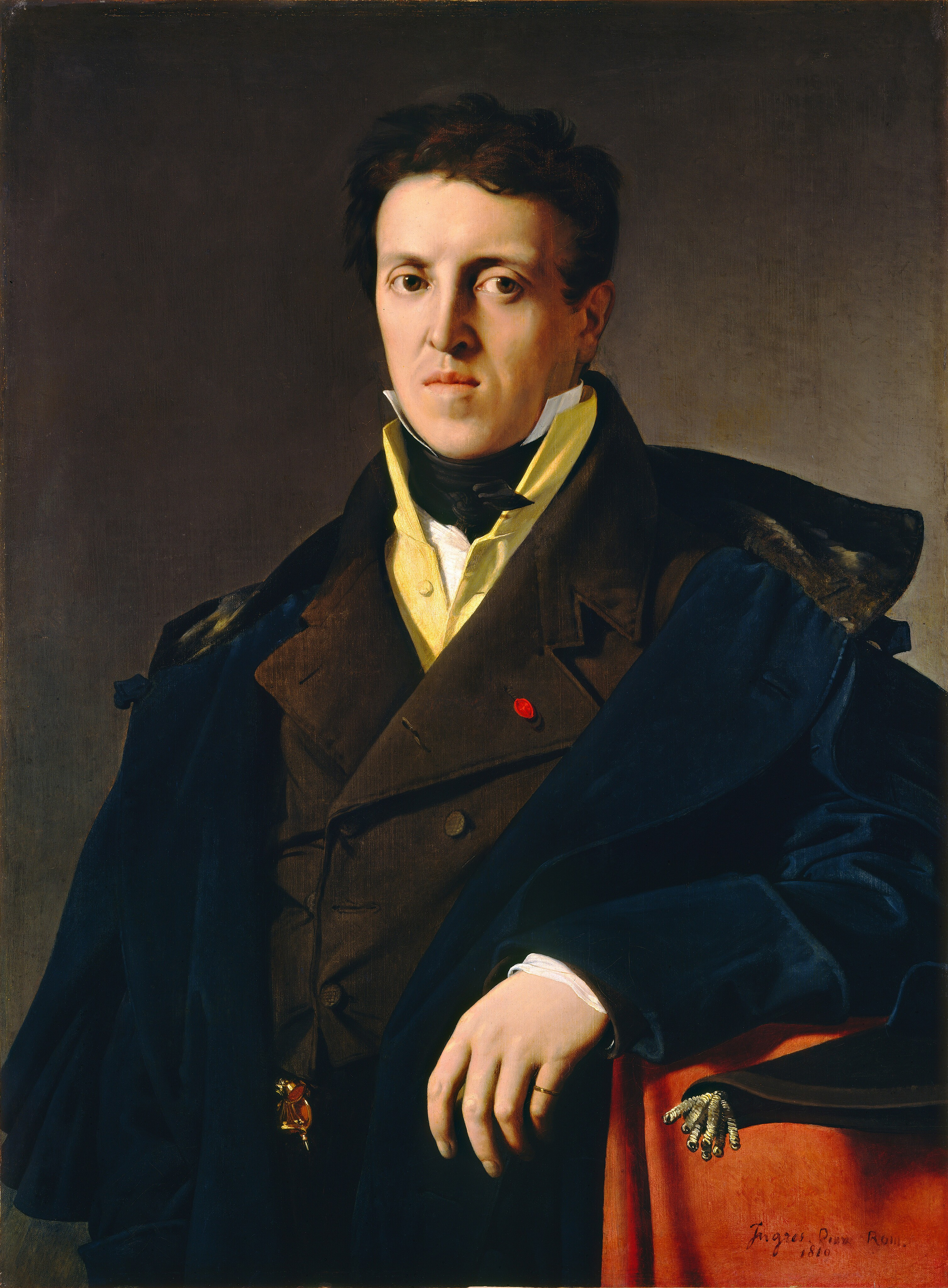
Ingres: Marcotte d'Argenteuil

Nel 1795 rientra infine a Parigi, ma si trova in difficoltà finanziarie, dato che la mancata eredità lo priva di un importante sostentamento: a ciò si aggiunge lo scarso senso degli affari, che gli causa ingenti perdite di denaro. Bisognoso di denaro, manda diverse lettere al Direttorio chiedendo un impiego qualunque, ma non ottiene risposta. Decide pertanto di chiedere il permesso di rientrare in Svizzera. Conosciuta la baronessa Joséphine Walkenaer, sorella di Marcotte, cerca di legarsi sentimentalmente a lei, ma la donna è sposata. A lei si ispira il personaggio di Madame Del** nell'opera Oberman. In seguito Senancour dovrà modificare gli aspetti del personaggio per non renderlo riconoscibile con la signora Walkenaer, visto anche che una lettera indirizzata alla baronessa farà correre all'autore il rischio di un duello con il marito.
Alla fine del 1798 Senancour diviene precettore dei due figli maggiori della famiglia Houdetot, e si stabilisce da loro. Questa famiglia gli permetterà d'incontrare Madame de Staël, conoscente della signora Houdetot. Tra il 1799 e il 1801 inizia a scrivere Oberman. Nel 1802 rientra per un breve periodo in Svizzera, ricongiungendosi con i figli Eulalie-Virginie (1791) e Florian-Julien (1793); quest'ultimo non aveva mai conosciuto suo padre. A Losanna Senancour scopre che la moglie ha avuto un figlio da un altro uomo: il bambino verrà poi battezzato come legittimo alla presenza di Senancour. Questa vicenda porta comunque a un ulteriore allontanamento di Senancour dalla moglie. Nel 1803 rientra in Francia, e non farà più ritorno in Svizzera: nel 1804 lo raggiungono anche i figli, inizialmente impossibilitati per mancanza di denaro. Dal 1804 inizia anche il peggioramento della sua malattia, una distrofia facio-scapolo-omerale che progredirà fino a causargli la paralisi; è proprio nel 1804 che viene pubblicata per la prima volta la sua opera principale, l'Oberman, che inizialmente non avrà successo, anche a causa della popolarità di Chateaubriand, che offuscò parzialmente Senancour.
Nel 1806 la moglie muore di una malattia di fegato. Nei primi anni del XIX secolo Senancour conosce Charles Nodier e, più avanti, Sainte-Beuve, importanti personaggi del mondo letterario francese. Il 1806 è anche l'anno della pubblicazione di De l'Amour, che gode di un breve periodo di notorietà. Nel 1816 Senancour scrive le Observations critiques sur l'ouvrage intitulé "Génie du Christianisme", che contengono forti critiche all'opera di Chateaubriand; nello stesso anno si trasferisce nel sud della Francia, dapprima a Marsiglia, poi a Nîmes e infine ad Anduze, ove vive per due anni. Nel 1818 fa ritorno a Parigi. Nel 1824 e nel 1827 scrive due volumi sulla storia cinese e romana, di minore importanza rispetto al resto dell'opera di Senancour. Nel 1825 la sua opera Résumé de l'histoire des traditions morales et religieuses chez les divers peuples gli causa un processo, che si tiene nel 1827, in piena Restaurazione: tra le accuse vi è quella d'aver chiamato Gesù Cristo jeune sage (giovane saggio). Condannato a una multa e a un periodo di detenzione, la sentenza venne modificata in appello: le sue precarie condizioni di salute persuasero i giudici a condannarlo alla sola multa.
Nel 1833 Nodier e George Sand convinsero Senancour a ripubblicare Oberman in nuova edizione. Sainte-Beuve scrisse la prefazione, cercando di sottolineare quanto Oberman fosse diverso dal René, di Chateabriand, al quale l'opera era stata più volte paragonata. Negli stessi anni la malattia progredisce fino a impedirgli di deambulare in maniera autonoma, e le mani sono tanto paralizzate da impedire allo scrittore di portarsi il cibo alla bocca. Nel 1833 gli viene concessa una pensione d'invalidità di 1.200 franchi. Nel 1840 la cifra fu alzata a 2.000 franchi. Nel 1846 lo scrittore muore.

## Opere
- Les premiers âges: incertitudes humaines, 1792 (firmato "Rêveur des Alpes")
- Sur les générations actuelles: absurdités humaines, 1793 (firmato "Rêveur des Alpes")
- Aldomen, 1795.
- Rêveries sur la nature primitive de l'homme, sur ses sensations, sur les moyens de bonheur qu'elles lui indiquent, sur le mode social qui conserverait le plus de ses forces primordiales, 1798.
- Obermann, il suo capolavoro, del 1804, romanzo epistolare e diario, specchio dell'amara inquietudine intellettuale di Sénancour. (Oberman, tr. di Felice Filippini, Milano, 1963; ristampa con un saggio introduttivo di Carlo Bo, collana "Il Ramo d'Oro" Rizzoli, 1983)
- De l'Amour, 1806.
- Valombré, comédie, 1807
- Lettres d'un habitant des Vosges, 1814
- Seconde et dernière lettre d'un habitant des Vosges, 1814
- Simples observations soumises au Congrès de Vienne et au government français par un habitant des Vosges, 1814
- De Napoléon, 1815
- Quatorze Juillet 1815, 1815
- Observations critiques sur l'ouvrage intitulé "Génie du Christianisme", 1816
- Libre Méditations d'un solitaire inconnu, 1819
- Résumé de l'histoire de Chine, 1824
- Résumé de l'histoire des traditions morales et religieuses chez les divers peuples, 1825
- Résumé de l'histoire romaine, 1827
- Isabelle, Lettres, 1833
- Petit vocabulaire de simple verité, 1833